# Albrecht Wakenitz
Albrecht Wakenitz (* 13. Juli 1558 in Klevenow; † 26. März 1636) war ein deutscher Rechtsgelehrter, Universitätskanzler und herzoglicher Beamter in Pommern.

## Leben
Er entstammte der auf Burg Klevenow ansässigen Linie der Familie von Wakenitz. Er war der zweite Sohn des Casper (oder Jasper) von Wakenitz und dessen Frau Margarethe von Eickstedt. Er studierte zunächst an der Universität Greifswald, später in Rostock, Wittenberg, Leipzig und zuletzt in Tübingen. 1574 wurde er Kanoniker am Camminer Dom.
Als außerordentlicher Professor der Rechte wurde er 1585 an die Universität Greifswald berufen. Herzog Ernst Ludwig von Pommern-Wolgast berief ihn im folgenden Jahr an seinen Hof in Wolgast. Der Herzog ernannte ihn 1590 zum Landesarchivar und herzoglichen Rat sowie zum Hauptmann der Ämter Grimmen und Tribsees. Seine 1592 beim Begräbnis des Herzogs gehaltene Gedächtnisrede erschien als Druck. 1599 wurde er zum Kantor des Stifts Cammin ernannt und erhielt dafür eine Präbende. 1603 empfahl er dem Herzog Philipp Julius die Abkehr von der Vorwerksbewirtschaftung der herzöglichen Güter, die zu geringe Erträge brachte, und eine Rückkehr zur älteren Abgabengrundherrschaft. Der Versuch einer Neuordnung der Gutswirtschaft kam jedoch offenbar über einen Entwurf nicht hinaus.
Seit 1605 war er in Landesangelegenheiten tätig und besuchte mehrere Reichstage. Im Auftrag des Herzogs Philipp Julius war er zwischen 1611 und 1615 an den Verhandlungen zum Erbvertrag mit der Stadt Stralsund beteiligt. Ebenso hatte er Anteil am Greifswalder Bürgervertrag. 1614 wurde er auf Vorschlag der Landstände zum Landrat ernannt.  Er gehörte 1620 einer gemeinsamen landesherrlichen und landständischen Kommission an, die die Greifswalder frommen Stiftungen visitierte.
In den Jahren 1616 und 1617 sowie 1620 und 1621 war er Prokanzler der Universität Greifswald. 1627 leitete er die Visitation der Universität und war an der des Pädagogiums in Stettin sowie des Hofgerichtes beteiligt. Ab 1601 stiftete er der Universität ein Stipendium für arme Studenten (Stipendium Wakenitzianum) und vermachte ihr neben seiner Bibliothek testamentarisch 500 Gulden. Weitere Schenkungen gingen an Kirchen, Prediger und Armenanstalten in Cammin, Grimmen, Görmin, Klevenow, Sassen sowie an das Greifswalder Waisenhaus.
Er war mit Margaretha von Rotermund, der Witwe des Godecke von der Osten verheiratet. Nach Albrecht Elzow war Anna von Dechow seine Frau. Seine Tochter Anna heiratete den Landrat Venz (Vincenz) Hermann von Blücher auf Daberkow.
Nach seinem Tod wurde er im von ihm eingerichteten Erbbegräbnis der Familie in der St. Marienkirche in Grimmen beigesetzt.